# محمدرضا حسین‌نژاد
جناب اقای مهندس محمدرضا حسین‌نژاد دوین (زادهٔ ۱ فروردین ۱۳۴۴ در شیروان) سیاستمدار و مدیر ارشد اجرایی ایرانی است که در دولت سیزدهم سمت استاندار خراسان شمالی را برعهده داشت.
او در دورهٔ هشتم مجلس شورای اسلامی به‌عنوان نمایندهٔ حوزه انتخابیه شیروان از استان خراسان شمالی حضور داشت. همچنین دو سال مدیر کل دفتر فنی و برنامه ریزی وزارت کشور بوده است 

## تحصیلات
او دانش‌آموختهٔ کارشناسی مهندسی عمران در سال ۱۳۶۷ و کارشناسی ارشد عمران در سال ۱۳۷۵ از دانشگاه فردوسی مشهد و دکترای برنامه‌ریزی شهری از پژوهشگاه بحران‌های طبیعی اصفهان در سال ۱۳۹۵ می‌باشد.